# Palthis insignalis
Palthis insignalis là một loài bướm đêm trong họ Noctuidae.